# Carl Philipp von Dungern
Johann Carl Philipp Freiherr von Dungern (* 2. Januar 1732 in Oberndorf bei Pommersfelden; † 26. August 1783 in Darmstadt) war ein deutscher Offizier, Oberhofmarschall und Oberamtmann.

## Familie
Carl Philipp von Dungern war der Sohn von Carl Ludwig von Dungern und dessen Ehefrau Elisabeth Christine geborene Haller von Reifenberg. Er war evangelisch und heiratete am 3. Oktober 1759 in Gotha die Hofdame der Herzogin von Sachsen-Gotha Sophia Franziska Wurmser von Vendenheim (getauft 11. März 1734 in Straßburg; † 5. Februar 1774 in Biebrich), die Tochter des Jacob Reinhard Wurmser von Vendenheim und der Anna Maria Waldner von Freundstein. Der gemeinsame Sohn  Friedrich von Dungern (1765–1858) wurde nassauischer Landtagsabgeordneter. Die Tochter Karoline Louisa Augusta († 1825) heiratete 1784 den Herzoglich-Sachsen-Meiningenischer Oberhofmeister Karl Ludwig Freiherr von Bibra. Friedrich Karl von Moser war ein Schwager.

## Leben
Von Dungern studierte ab 1743 in der neu eröffneten Erlangen. 1748 trat er in Hessen-Kasselische Kriegsdienste und wurde Kornett im Leib-Regiment zu Pferd. 1751 kehre er nach Hause zurück. Im Jahr 1752 war er Fähnrich und Unterleutnant unter Carl Prinz von Lothringen. In den Jahren 1756 und 1757 nahm er im Siebenjährigen Krieg an den Feldzügen in Böhmen teil.
Ab war er 1755 Badischer Kammerjunker und ab 1758 Badischer Kammer-Assessor. Im Jahr 1762 wurde er Oberhofmeister der verwitweten Herzogin von Pfalz-Zweibrücken und wurde 1765 zum Zweibrückenischer Oberamtmann im Oberamt Bergzabern ernannt. 1772 wurde er Nassau-Usingenischer Hofmarschall und Oberamtmann im Oberamt Lahr. Am 10. Februar 1776 erhielt er die Ernennung zum Nassau-Usingenischer Geheimen Rat. Am 13. April 1778 wurde er Hessen-Darmstädtischer Geheimer Rat, Oberhofmarschall und am 17. November 1779 auch Oberst in der Hessen-darmstädtischen Armee.